# 董淳
董淳（？年—？年），號素邨，亦號樸園，山東兗州府鄒縣人，由癸卯科舉人，乙卯大挑一等以知縣用，嘉慶十四年六月任四川順慶府岳池縣知縣，十二月調署合州。嘉慶十五年十二月回任岳池縣知縣，十八年調巴縣。後陞四川布政使司。